# Strassoldo (famiglia)
Gli Strassoldo, di Strassoldo o Strasoldo (in tedesco: Strassolt) sono una delle principali famiglie della nobiltà friulana. 
Di quasi certa origine germanica, prendono il nome dal borgo omonimo situato nei pressi dell’antica Aquileia distrutta dagli Unni nel 454. Il loro potere in Friuli ebbe origine durante il periodo patriarcale e si consolidò sia sotto la dominazione veneziana che durante l’Impero austriaco. 
Da Artuico di Strassoldo la famiglia compare fra quelle libere di dieci nobili friulani che si ribellarono al patriarca di Aquileia Bertoldo di Andechs, entrando nella lega trevigiana e mettendo in pegno i propri feudi e i propri castelli, facendo dedizione il 15 settembre 1219 nelle mani del podestà di Treviso Visconte Visconti, alla presenza di Ezzelino da Romano.
La famiglia da questi si diramò in diversi lignaggi denominati Strassoldo di Sopra, di Mezzo e di Sotto, a seconda del castello da essi abitato. 
Quello degli Strassoldo di Sopra, originato a fine del '200 da Odorico (terzo nipote di Artuico), si ramificò nei lignaggi dei di Grafenberg (anche Gräfenberg o di Graffemberg, poi italianizzato in di Graffembergo) e di Soffunberg (it. di Soffumbergo). Quello degli Strassoldo di Mezzo, originato da Nicolò (fratello del summenzionato Odorico), si estinse nei primi anni del XVII secolo, mentre il ramo degli Strassoldo di Sotto o del Castello Inferiore originò da Enrico (figlio di Odorico II, fratello di Gabriele e nipote di Odorico), ramificandosi poi nei lignaggi di Villanova e di Chiasottis, con ulteriori diramazioni.
I membri di questa famiglia ebbero importanti cariche pubbliche, militari ed ecclesiastiche sia sotto Venezia, sia sotto la monarchia asburgica e sotto il papato.

## Origini della famiglia
Già nel IV secolo è testimoniata la presenza di un forte con due torri presso l’attuale Strassoldo, pare costruito con i ruderi dell’antica e vicina città romana (prima della distruzione, Aquileia era infatti la terza città d’Italia dopo Roma e Milano). 
Come per altre famiglie della zona, le leggende volte a nobilitarne le origini hanno cercato di legarne le ascendenze a personaggi non storicamente accertati, come un leggendario Rambaldo di Strassau, che avrebbe difeso Aquileia durante l’assedio degli Unni. Più probabile è una discendenza germanica della famiglia (dalle fonti storiche franca o boema), che sarebbe scesa in Friuli come feudataria diretta dell’Imperatore dopo la sconfitta longobarda del 768 d.c. e l’annessione del Friuli al Sacro Romano Impero.
Certamente la famiglia si stabilì in Friuli prima del 1077, anno in cui l’imperatore Enrico IV,  conferendo al Patriarca Sigeardo di Beilstein l’investitura feudale sul Friuli (e il titolo di Duca del Friuli e Marchese d’Istria) costituì il principato ecclesiastico di Aquileia, feudo del Sacro Romano Impero, e diede avvio allo Stato Patriarcale, concedendo ai patriarchi il potere temporale sulla regione. 
I colori dello stemma degli Strassoldo (giallo e oro) sono infatti un chiaro riferimento alla bandiera imperiale.
I documenti attestano che la sede originaria della famiglia fu il Borgo di Lavariano (Labarianus), che fu certamente sede di un castello longobardo (o di una importante fara) di cui l’antichissimo campanile, ancora oggi visibile, rappresenta, pur rimaneggiato nei secoli, l’ultima vestigia. I "da Lavariano" sono attestati già dal 776 d.C. (quindi due anni dopo la caduta del regno longobardo).  Nel 1126 è attestato un Ludovico da Lavariano feudatario imperiale che risiedeva nel castello (non sappiamo se discendente della stessa famiglia del primo).
La famiglia Strassoldo potrebbe quindi essersi mossa verso Lavariano su ordine dell’Imperatore, sostituendosi agli originari Signori del borgo, oppure potrebbe discendere da un'unione tra una famiglia tedesca scesa nel Friuli tra il IX e l’XI secolo e la famiglia di origine longobarda che già aveva sede a Lavariano. Molte famiglie della nobiltà medioevale del Nord Italia discendono infatti non tanto dagli antichi abitanti romani, ma dalle famiglie dei nuovi arrivati (Longobardi in primis per il Friuli) che si insediarono nel territorio avocando a sé le funzioni di difesa delle popolazioni.
I "da Lavariano" mutarono definitivamente il nome in Strassoldo, probabilmente derivante da Strasse (strada) e Haut (alt, quindi posto di blocco posto sulla strada) oppure Aut (isola), quando si stabilirono a cavallo tra il XII e XIII secolo nell'insediamento fortificato di Strassoldo. Si hanno riferimenti certi a questa famiglia del 1188 e del 1190 con un Bernardus "di Straso" e un Artuico "de Strassho" e nel 1211 con un Ludovico (detto "de Strassho").

## I conflitti del '400 e del '500
Il rapporti con il Patriarcato, vuoi anche in quanto feudatari diretti dell'imperatore e non per concessione patriarcale (come per altre famiglie nobiliari del Friuli), non furono sempre pacifici e in diverse occasioni sfociarono in atti di aperto conflitto con le altre famiglie nobiliari fedeli al Patriarca (come i vicini di Varmo-Pers). Già nel 1219 la famiglia si ribellò al Patriarca, la cui sede titolare era nella vicina Aquileia, assoggettandosi al Comune di Treviso. 
Strassoldo si trovava inoltre sul confine tra il Patriarcato di Aquileia e il Feudo dei potenti Conti di Gorizia: anch'essi a più riprese contesero al Patriarcato la signoria su alcune zone del medio e basso Friuli, ottenendo in alcuni casi l'aiuto degli stessi Strassoldo. 
Nel 1381 la nomina a Patriarca di Filippo d'Alencon de Valois  (nipote del Re di Francia Filippo VI di Valois) fu il casus belli della guerra di successione al patriarcato, nata dai dissidi tra Cividale e la sempre più potente città di Udine che ambiva a un maggior peso politico nel Friuli. Il nuovo Patriarca si schierò apertamente coi Cividalesi, ottenendo l'appoggio dei Padovani e del Regno di Ungheria. Con gli Udinesi si schierarono la Repubblica di Venezia (desiderosa di indebolire l'importante stato vicino), la Signoria Padovana dei Da Carrara e numerose famiglie nobiliari friulane come quelle dei di Colloredo, dei Savorgan, dei di Varmo di Sopra e degli Strassoldo. Durante il conflitto le milizie del Patriarca Filippo d'Alencon assaltarono duramente il complesso fortificato di Strassoldo causando importanti danni al Castello.
Il conflitto si chiuse nel 1387 con la vittoria (formale) della fazione di Cividale e la rinuncia di Filippo d'Alencon al seggio patriarcale. I contrasti tra le famiglie friulane però non si affievolirono e riemersero pochi anni dopo, quando le mire di Venezia si allargarono alla Patria del Friuli, ottenendo tra gli altri l'appoggio dei Signori di Strassoldo.
Con la vittoria di Venezia nel 1420 il Friuli venne annesso alla Serenissima. Strassoldo si trovò posta sul nuovo confine tra Venezia e la Contea di Gorizia, che passerà nel 1500 agli Asburgo d'Austria con la morte dell'ultimo Conte di Gorizia.
Nei primi anni del '500 il territorio del Friuli fu coinvolto nei combattimenti degli eserciti della Lega di Cambrai (1508) formata dall'Imperatore Massimiliano I d'Asburgo, dal Papa Giulio II, dal re di Francia Luigi XII, dal Re d'Ungheria Ladislao, oltre che da altre signorie minori, con l'intento di bloccare l'espansione veneziana e spartirsi i territori del Nord Italia. La famiglia Strassoldo rimase in questa fase fedele alla Serenissima, come conferma l'assedio del Castello di Strassoldo ad opera delle truppe imperiali.
Nei primi decenni del Cinquecento, conseguentemente alle battaglie che si susseguirono, il confine fu spostato più volte e il castello di Strassoldo si trovò assoggettato alla contea goriziana sotto l'Arciduca d'Austria. Pur conservando diversi diritti sul Friuli, la famiglia, che precedentemente era stata alleata di Venezia, intraprese buoni rapporti con l'Impero d'Austria, acquisendo sempre maggior potere presso la corte asburgica e conquistando ruoli di assoluto rilievo nell'esercito e nell'amministrazione.
Già nei primi anni del '500 un Federico di Strassoldo fu ambasciatore di Massimiliano I in Turchia e Polonia; Giovanni Strassoldo fu comandante di una galea durante la Battaglia di Lepanto del 1571, mentre nel 1614 Rizzardo di Strassoldo fu capitano di Gradisca (comandante militare) nella difesa della città dai Veneziani. 

## L'ascesa della famiglia dal '600 all' '800
La famiglia venne elevata in questi anni al titolo di Barone, ottenendo poi nel 1664 il titolo di Conti del Sacro Romano Impero (cui si aggiunse nel 1685 anche quello di nobili d'Ungheria). 
Nel '600 acquisirono anche la giurisdizione di Graffenberg (Gorizia), precedentemente della famiglia Coronini, assumendo la denominazione di Strassoldo-Graffenberg. Il prestigio della famiglia è confermato dalla nomina nel 1757 di Raimondo Antonio di Strassoldo-Graffenberg a principe arcivescovo di Eichstätt in Baviera. 
Nel '700 il maniero di Strassoldo, suddiviso nei castelli "di Sopra" e "di Sotto", perse la sua connotazione difensiva, facendo assumere ai due edifici l'aspetto di eleganti dimore settecentesche.
Con la sconfitta di Napoleone e l'acquisizione del Nord Italia alla corona asburgica, la famiglia aumentò il proprio potere inizialmente con Giulio Strassoldo (1771-1830), militare dell'esercito austriaco che trattò il passaggio del Regno d'Italia napoleonico sotto la corona asburgica e fu in seguito Governatore della Lombardia per la Casa d'Austria.
Molto importante per le sorti del casato fu la contessina Francesca Romana di Strassoldo-Graffenberg, che sposò, nella chiesetta del Castello di Strassoldo, il feldmaresciallo Josef Radetzky, nobile boemo che fu dapprima generale dell'esercito austriaco e, in seguito al contenimento dei moti del 1848 e fino alla morte nel 1857, Governatore Generale del Lombardo-Veneto (carica che sostituì quella precedente di Viceré del Lombardo-Veneto, tradizionalmente affidata agli Arciduchi fratelli dell'Imperatore). 
Il fratello di Francesca Romana, il conte Giulio Cesare Strassoldo-Grafenberg (1791-1855), fu generale dell'esercito austriaco durante i moti del 1848, mentre un altro fratello, Michele Strassoldo-Grafenberg (1800-1873), molto vicino al cognato Feldmaresciallo Radetsky, ottenne dallo stesso la carica di Governatore della Lombardia dal 1851 al 1857. 
Il figlio di Michele, Giulio Cesare di Strassoldo (1851-1890), fu ciambellano alla corte austriaca e sposò la baronessa Rosa Kuhn von Kuhnenfeld, figlia di Franz Kuhn von Kuhnenfeld, già generale dell'esercito austriaco durante la Terza guerra d'indipendenza e poi Ministro della Guerra dell'Impero Austro-Ungarico sotto Francesco Giuseppe I. Il generale trascorse i suoi ultimi anni, in compagnia della figlia, proprio a Strassoldo, cui era molto affezionato e dove morì nel 1896.
Negli anni recenti un esponente di questa famiglia, il conte Marzio Strassoldo (1939-2017), è stato eletto presidente della Provincia di Udine per due mandati dal 2001 al 2007 (dimettendosi durante il secondo mandato a causa di un incidente legale per cui verrà condannato nel 2014).

## Oggi
La famiglia, in due diversi rami originati nel '700, è tutt'oggi proprietaria dei castelli del borgo, nei quali anche risiede, ed è impegnata nel restauro e nella conservazione del patrimonio storico e artistico di Strassoldo.